# مولد وثائق
في تطوير البرمجيات، يُعد مُولِّد الوثائق تقنية أتمتة تُولَّد توثيق البرمجيات. يُستخدم المُولِّد غالبًا لإنشاء وثائق واجهة برمجة التطبيقات (API) المُخصصة للمبرمجين، أو وثائق تشغيلية (مثل الأدلة الاستخدام) للمستخدمين النهائيين. يسحب المُولِّد المحتوى غالبًا من ملفات المصدر، أو الملفات الثنائية، أو ملفات السجل. تستخدم بعض المُولِّدات، مثل جافا دوك و دي أكسجين، تعليقات خاصة على شيفرة المصدر لإدارة المحتوى والتنسيق.